# بال‌کهر
بال‌کهر یا مرغ کهر (نام علمی: Agelaioides) نام یک سرده از تیره سیاه‌پره‌ایان است.